# Мзіа
Мзіа (Mzia) — офшорне газове родовище в Індійському океані біля узбережжя Танзанії.

## Опис
Родовище виявили весною 2012 року внаслідок спорудження напівзануреним буровим судном Deepsea Metro I свердловини Mzia-1. Закладена за 45 км від узбережжя в районі з глибиною моря 1639 метрів вона мала довжину 4082 метри та виявила два газонасичені інтервали загальною товщиною 178 метрів (чиста товщина газовмісних порід 55 метрів) у відкладеннях верхньої крейди (сформовані в каналах континентального шельфу у кампанському віці).
В 2013 році для уточнення розмірів родовища те ж бурове судно спорудило успішні оціночні свердловини:
- Mzia-2, яка була закладена за 4 км на південний схід від свердловини-відкривача в районі з глибиною моря 1622 метри (довжина 4341 метр, виявлено газонасичений інтервал з чистою товщиною 62 метри);
- Mzia-3, розташована за 6 км на північ від Mzia-1 (довжина 4803 метра, газонасичений інтервал з чистою товщиною 56 метрів).[3][4][5]

Проведене у тому ж році тестування (DST, Drill Stem Test) підтвердило високі якісні характеристики резервуару.
Станом на другу половину 2013 року ресурси Мзіа оцінювались у 147 млрд м³ газу.
Родовище розташоване у блоці 1, правами на розробку якого володіє консорціум у складі  BG (60 %, оператор), Ophir (20 %) та сінгапурської Pavilion Energy (20 %).